# EPrix Paryża 2017
ePrix Paryża 2017 (oryg. 2017 FIA Formula E Qatar Airways Paris ePrix) – szósta runda Formuły E w sezonie 2016/2017. Zawody odbyły się 20 maja 2017 roku na ulicznym torze w Paryżu.

## Lista startowa
| Nr | Kierowca               | Zespół                          | Samochód             | Silnik                  | Opony |
| -- | ---------------------- | ------------------------------- | -------------------- | ----------------------- | ----- |
| 2  | Sam Bird               | DS Virgin Racing Formula E Team | Spark-Citroën        | Virgin DSV-02           | M     |
| 3  | Nelson Piquet Jr.      | NextEV NIO                      | Spark-NextEV         | NextEV TCR Formula 002  | M     |
| 4  | Stéphane Sarrazin      | Venturi Formula E Team          | Spark-Venturi        | Venturi VM200-FE-02     | M     |
| 5  | Tom Dillmann           | Venturi Formula E Team          | Spark-Venturi        | Venturi VM200-FE-02     | M     |
| 6  | Mike Conway            | Faraday Future Dragon Racing    | Spark-Penske         | Penske 701-EV1          | M     |
| 7  | Jérôme d’Ambrosio      | Faraday Future Dragon Racing    | Spark-Penske         | Penske 701-EV           | M     |
| 8  | Nicolas Prost          | Renault e.Dams                  | Spark-Renault        | Renault Z.E 16          | M     |
| 9  | Sébastien Buemi        | Renault e.Dams                  | Spark-Renault        | Renault Z.E 16          | M     |
| 11 | Lucas Di Grassi        | ABT Schaeffler Audi Sport       | Spark-Abt Sportsline | ABT Schaeffler FE02     | M     |
| 19 | Felix Rosenqvist       | Mahindra Racing Formula E Team  | Spark-Mahindra       | Mahindra M3ELECTRO      | M     |
| 20 | Mitch Evans            | Panasonic Jaguar Racing         | Spark-Jaguar         | Jaguar I-Type 1         | M     |
| 23 | Nick Heidfeld          | Mahindra Racing Formula E Team  | Spark-Mahindra       | Mahindra M3ELECTRO      | M     |
| 25 | Jean-Éric Vergne       | Techeetah                       | Spark-Renault        | Renault Z.E 16          | M     |
| 27 | Robin Frijns           | MS Amlin Andretti               | Spark-Andretti       | ATEC-02                 | M     |
| 28 | António Félix da Costa | MS Amlin Andretti Formula E     | Spark-Andretti       | ATEC-02                 | M     |
| 33 | Esteban Gutiérrez      | Techeetah                       | Spark-Renault        | Renault Z.E 16          | M     |
| 37 | José María López       | DS Virgin Racing Formula E Team | Spark-Citroën        | Virgin DSV-02           | M     |
| 47 | Adam Carroll           | Panasonic Jaguar Racing         | Spark-Jaguar         | Jaguar I-Type 1         | M     |
| 66 | Daniel Abt             | ABT Schaeffler Audi Sport       | Spark-Abt Sportsline | ABT Schaeffler FE02     | M     |
| 88 | Oliver Turvey          | NextEV TCR Formula E Team       | Spark-NextEV         | NextEV TCR FormulaE 002 | M     |
| Nr | Kierowca               | Zespół                          | Samochód             | Silnik                  | Opony |

## Wyniki

### I Sesja treningowa
| Nr | Kierowca        | Konstruktor    | Czas     | Okr. |
| -- | --------------- | -------------- | -------- | ---- |
| 9  | Sébastien Buemi | Renault e.Dams | 1:01,998 | 22   |

### II Sesja treningowa
| Nr | Kierowca        | Konstruktor               | Czas     | Okr. |
| -- | --------------- | ------------------------- | -------- | ---- |
| 11 | Lucas Di Grassi | ABT Schaeffler Audi Sport | 1:01,359 | 21   |

### Kwalifikacje
Źródło: fiaformulae.com
| Poz. | Nr | Kierowca               | Konstruktor                  | Czas     | Poz. s. |
| ---- | -- | ---------------------- | ---------------------------- | -------- | ------- |
| 1    | 9  | Sébastien Buemi        | Renault e.Dams               | 1:02,171 |         |
| 2    | 25 | Jean-Éric Vergne       | Techeetah                    | 1:02,274 |         |
| 3    | 88 | Oliver Turvey          | NextEV NIO                   | 1:02,384 |         |
| 4    | 37 | José María López       | DS Virgin Racing             | 1:02,459 |         |
| 5    | 33 | Esteban Gutiérrez      | Techeetah                    | 1:02,597 |         |
| 6    | 23 | Nick Heidfeld          | Mahindra Racing              | 1:02,611 | 6       |
| 7    | 19 | Felix Rosenqvist       | Mahindra Racing              | 1:02,617 | 7       |
| 8    | 27 | Robin Frijns           | MS Amlin Andretti            | 1:02,654 | 8       |
| 9    | 20 | Mitch Evans            | Panasonic Jaguar Racing      | 1:02,687 | 9       |
| 10   | 8  | Nicolas Prost          | Renault e.Dams               | 1:02,746 | 10      |
| 11   | 6  | Mike Conway            | Faraday Future Dragon Racing | 1:02,808 | 11      |
| 12   | 3  | Nelson Piquet Jr.      | NextEV NIO                   | 1:02,810 | 12      |
| 13   | 7  | Jérôme d’Ambrosio      | Faraday Future Dragon Racing | 1:02,814 | 13      |
| 14   | 11 | Lucas Di Grassi        | ABT Schaeffler Audi Sport    | 1:02,840 | 14      |
| 15   | 5  | Tom Dillmann           | Venturi                      | 1:03,024 | 15      |
| 16   | 66 | Daniel Abt             | ABT Schaeffler Audi Sport    | 1:03,071 | 16      |
| 17   | 28 | António Félix da Costa | MS Amlin Andretti            | 1:03,268 | 17      |
| 18   | 2  | Sam Bird               | DS Virgin Racing             | 1:03,573 | 18      |
| 19   | 47 | Adam Carroll           | Panasonic Jaguar Racing      | 1:03,771 | 19      |
| 20   | 4  | Stéphane Sarrazin      | Venturi                      | 1:06,121 | 20      |
| Poz. | Nr | Kierowca               | Konstruktor                  | Czas     | Poz. s. |

#### Super Pole
| Poz. | Nr | Kierowca          | Konstruktor      | Czas     | Poz. s. |
| ---- | -- | ----------------- | ---------------- | -------- | ------- |
| 1    | 9  | Sébastien Buemi   | Renault e.Dams   | 1:02,319 | 1       |
| 2    | 25 | Jean-Éric Vergne  | Techeetah        | 1:02,325 | 2       |
| 3    | 37 | José María López  | DS Virgin Racing | 1:02,640 | 3       |
| 4    | 88 | Oliver Turvey     | NextEV NIO       | 1:02,910 | 4       |
| 5    | 33 | Esteban Gutiérrez | Techeetah        | 1:13,287 | 5       |
| Poz. | Nr | Kierowca          | Konstruktor      | Czas     | Poz. s. |

### Wyścig
Źródło: Wyprzedź Mnie!
| P                 | + / –     | Nr | Kierowca               | Konstruktor                  | Okr. | Czas / Strata | Komentarz |
| ----------------- | --------- | -- | ---------------------- | ---------------------------- | ---- | ------------- | --------- |
| 1                 | Bez zmian | 9  | Sébastien Buemi        | Renault e.Dams               | 49   | –             |           |
| 2                 | 1         | 37 | José María López       | DS Virgin Racing             | 49   | +0:00,707     |           |
| 3                 | 3         | 23 | Nick Heidfeld          | Mahindra Racing              | 49   | +0:02,043     |           |
| 4                 | 3         | 19 | Felix Rosenqvist       | Mahindra Racing              | 49   | +0:02,621     |           |
| 5                 | 5         | 8  | Nicolas Prost          | Renault e.Dams               | 49   | +0:03,521     |           |
| 6                 | 2         | 27 | Robin Frijns           | MS Amlin Andretti            | 49   | +0:07,999     |           |
| 7                 | 5         | 3  | Nelson Piquet Jr.      | NextEV NIO                   | 49   | +0:32,420     |           |
| 8                 | 7         | 5  | Tom Dillmann           | Venturi                      | 49   | +0:32,929     |           |
| 9                 | Bez zmian | 20 | Mitch Evans            | Panasonic Jaguar Racing      | 49   | +0:33,369     |           |
| 10                | 10        | 4  | Stéphane Sarrazin      | Venturi                      | 49   | +0:34,051     |           |
| 11                | 6         | 33 | Esteban Gutiérrez      | Techeetah                    | 49   | +0:36,197     |           |
| 12                | 8         | 88 | Oliver Turvey          | NextEV NIO                   | 49   | +0:40,082     |           |
| 13                | 3         | 66 | Daniel Abt             | ABT Schaeffler Audi Sport    | 48   | +1 okr.       |           |
| 14                | 3         | 6  | Mike Conway            | Faraday Future Dragon Racing | 48   | +1 okr.       |           |
| 15                | 4         | 47 | Adam Carroll           | Panasonic Jaguar Racing      | 48   | +1 okr.       |           |
| 16                | 2         | 2  | Sam Bird               | DS Virgin Racing             | 47   | +2 okr.       |           |
| Niesklasyfikowani |           |    |                        |                              |      |               |           |
|                   |           | 11 | Lucas Di Grassi        | ABT Schaeffler Audi Sport    | 38   | +11 okr.      |           |
|                   |           | 7  | Jérôme d’Ambrosio      | Faraday Future Dragon Racing | 35   | +14 okr.      |           |
|                   |           | 25 | Jean-Éric Vergne       | Techeetah                    | 33   | +16 okr.      |           |
|                   |           | 28 | António Félix da Costa | MS Amlin Andretti            | 18   | +31 okr.      |           |
| P                 | + / –     | Nr | Kierowca               | Konstruktor                  | Okr. | Czas / Strata | Komentarz |

### Najszybsze okrążenie
| Nr | Kierowca | Konstruktor      | Czas     | Okr. |
| -- | -------- | ---------------- | -------- | ---- |
| 2  | Sam Bird | DS Virgin Racing | 1:02,422 | 42   |

### Prowadzenie w wyścigu
Źródło: Racing–Reference.info
| Nr                              | Kierowca        | Okrążenia   | Suma |
| ------------------------------- | --------------- | ----------- | ---- |
| 9                               | Sébastien Buemi | 1-20, 24-49 | 45   |
| 6                               | Mike Conway     | 20-24       | 4    |
| \| Wykres \| \| ------ \| \| \| |                 |             |      |
| Wykres                          |                 |             |      |
|                                 |                 |             |      |

## Klasyfikacja po zakończeniu wyścigu

### Kierowcy
| P  | +/− | Kierowca               | Starty | Punkty | P1 | P2 | P3 | PP | NO | NS |
| -- | --- | ---------------------- | ------ | ------ | -- | -- | -- | -- | -- | -- |
| 1  | 0   | Sébastien Buemi        | 6      | 132    | 5  | –  | –  | 2  | 1  | –  |
| 2  | 0   | Lucas Di Grassi        | 6      | 89     | 1  | 2  | 1  | 1  | –  | 1  |
| 3  | 0   | Nicolas Prost          | 6      | 58     | –  | –  | –  | –  | –  | –  |
| 4  | +2  | Nick Heidfeld          | 6      | 47     | –  | –  | 3  | –  | –  | –  |
| 5  | −1  | Jean-Éric Vergne       | 6      | 40     | –  | 2  | –  | –  | –  | 3  |
| 6  | +1  | Felix Rosenqvist       | 6      | 40     | –  | –  | 1  | 1  | 2  | –  |
| 7  | −2  | Sam Bird               | 6      | 35     | –  | 1  | 1  | –  | 2  | 2  |
| 8  | 0   | Nelson Piquet Jr.      | 6      | 33     | –  | –  | –  | 1  | –  | –  |
| 9  | +5  | José María López       | 6      | 28     | –  | 1  | –  | –  | –  | 2  |
| 10 | −1  | Daniel Abt             | 6      | 26     | –  | –  | –  | –  | –  | 1  |
| 11 | +6  | Robin Frijns           | 6      | 16     | –  | –  | –  | –  | –  | –  |
| 12 | −1  | Mitch Evans            | 6      | 15     | –  | –  | –  | –  | –  | 1  |
| 13 | −3  | Oliver Turvey          | 6      | 15     | –  | –  | –  | 1  | –  | 1  |
| 14 | −2  | Maro Engel             | 5      | 12     | –  | –  | –  | –  | –  | 3  |
| 15 | −2  | António Félix da Costa | 6      | 10     | –  | –  | –  | –  | –  | 3  |
| 16 | −1  | Jérôme d’Ambrosio      | 6      | 10     | –  | –  | –  | –  | –  | 2  |
| 17 | −1  | Loïc Duval             | 5      | 9      | –  | –  | –  | –  | 1  | 2  |
| 18 | 0   | Esteban Gutiérrez      | 3      | 5      | –  | –  | –  | –  | –  | –  |
| 19 | 0   | Adam Carroll           | 6      | 4      | –  | –  | –  | –  | –  | –  |
| 20 | N   | Tom Dillmann           | 1      | 4      | –  | –  | –  | –  | –  | –  |
| 21 | −1  | Stéphane Sarrazin      | 6      | 2      | –  | –  | –  | –  | –  | –  |
| 22 | N   | Mike Conway            | 1      | 0      | –  | –  | –  | –  | –  | –  |
| 23 | −2  | Ma Qinghua             | 3      | 0      | –  | –  | –  | –  | –  | 1  |
| P  | +/− | Kierowca               | Starty | Punkty | P1 | P2 | P3 | PP | NO | NS |

### Zespoły
| P  | +/− | Konstruktor                  | Starty | Punkty | P1 | P2 | P3 | PP | NO | NS |
| -- | --- | ---------------------------- | ------ | ------ | -- | -- | -- | -- | -- | -- |
| 1  | 0   | Renault e.Dams               | 12     | 190    | 5  | –  | –  | 2  | 1  | –  |
| 2  | 0   | ABT Schaeffler Audi Sport    | 12     | 115    | 1  | 2  | 1  | 1  | –  | 2  |
| 3  | 0   | Mahindra Racing              | 12     | 87     | –  | –  | 4  | 1  | 2  | –  |
| 4  | +1  | DS Virgin Racing             | 12     | 63     | –  | 2  | 1  | –  | 2  | 4  |
| 5  | +1  | NextEV NIO                   | 12     | 48     | –  | –  | –  | 2  | –  | 1  |
| 6  | −2  | Techeetah                    | 12     | 45     | –  | 2  | –  | –  | –  | 4  |
| 7  | +1  | MS Amlin Andretti            | 12     | 26     | –  | –  | –  | –  | –  | 3  |
| 8  | +1  | Panasonic Jaguar Racing      | 12     | 19     | –  | –  | –  | –  | –  | 1  |
| 9  | −2  | Faraday Future Dragon Racing | 12     | 19     | –  | –  | –  | –  | 1  | 4  |
| 10 | 0   | Venturi                      | 12     | 18     | –  | –  | –  | –  | –  | 3  |
| P  | +/− | Kierowca                     | Starty | Punkty | P1 | P2 | P3 | PP | NO | NS |